# Lac Crags
Le lac Crags (en anglais : Crags Lake) est un lac américain dans le comté de Shasta, en Californie. Il est situé à 2 021 mètres d'altitude au sein de la Lassen Volcanic Wilderness, dans le parc national volcanique de Lassen.